# Kemper Mühle
Die Kemper Mühle war eine Wassermühle an der Jungen Wurm, in der Stadt Heinsberg im nordrhein-westfälischen Kreis Heinsberg im Regierungsbezirk Köln.

## Geographie
Die Kemper Mühle hatte ihren Standort an der Oberstraße 133, im Heinsberger Stadtteil Kempen. Das Grundstück, auf dem das Mühlengebäude steht, hat eine Höhe von ca. 33 m über NN. Nachbarmühle ist die Karker Mühle, die nur wenige hundert Meter entfernt steht.

## Gewässer
Die Junge Wurm war ein weitestgehend parallel zur Wurm verlaufendes Gewässer. Die Abzweigstelle von der Wurm befand sich im Geilenkirchener Stadtteil Nirm auf einer Höhe von 54 m über NHN. Von dort floss die Junge Wurm in nordnordwestlicher Richtung durch die Ortsgebiete von Randerath, Horst, Porselen, Dremmen, Grebben, Heinsberg und Kempen, wo sie in nordöstlicher Richtung in die Rur mündet. Westlich von Kempen spaltet sich aus der Jungen Wurm an einem Teilungswehr ein „Mühlenbach“ genannter Abzweig ab, der entlang des Ortes Karken fließt und vor der Wolfhager Mühle sich mit dem Schaafbach vereinigt. Wenige Kilometer später mündet dieses Gewässer nach der Überquerung der deutsch-niederländischen Grenze südlich von Vlodrop auf einer Höhe von 29 m über NHN ebenfalls in die Rur. In den 1940er-Jahren wurde die Junge Wurm im südlichen Verlauf verfüllt und im nördlichen Bereich begradigt und verlegt, was die endgültige Stilllegung der meisten der rund 15 Mühlen entlang des Mühlenkanals zur Folge hatte.

## Geschichte
Die landesherrliche Kemper Mühle war eine Zwangsmühle für die Ortschaft Kempen. Der relativ kleine Bannbezirk war deshalb auch nur mit geringer Pacht belegt. So wurde in der ersten urkundlichen Erwähnung im Jahre 1462 die Pacht mit 15 Malter Roggen und 40 Quart (etwa 46 Liter) Öl bestimmt. 1891 wurden die beiden Wasserräder durch eine Turbine ersetzt. Nach der Umlegung des Baches im Jahre 1938 wurde auf Elektroantrieb umgestellt. Die Getreidemühle lief noch zur Mitte des 20. Jahrhunderts. Die Ölproduktion war schon Ende des 19. Jahrhunderts eingestellt worden. Die Mühlengebäude aus dem Jahre 1795 sind noch erhalten und bewohnt.

## Denkmaleintrag
Kemper Mühle Im 18. / 19. Jahrhundert wurde die alte Kempener Mühle am Mühlengraben der „Jungen Wurm“ erneuert. Die an der Oberstraße in Kempen gelegene Anlage entstand in der Form von Wohnstallhäuser als zweigeschossiger fünfachsiger Flügelbau. Auf der Rückseite war der Wohnteil zwei, und der Mühlenteil ebenfalls zweiachsig. Die Giebelseite erhielt im Giebeldreieck drei teilweise vermauerte Fenster und im Obergeschoss vier vermauerte Fenster, von denen jeweils eins in der Achse des ehemaligen Getreideaufzugs auf der Backseite lag. Im Erdgeschoss fanden sich zwei kleine Fenster, die das vermauerte Achsloch der Mühlenradwelle einrahmen.
Mühlenteil und Wohnteil werden durch einen Brandgiebel getrennt und zwischen den überstehenden Giebelwänden durch ein Satteldach gedeckt. Die stichbogigen Fenster haben Naturkeilsteine und -ankersteine für die Kloben der ehemals vorhandenen Klappläden. An der Mühlenanlage wurde nachträglich ein eingeschossiger Remisenanbau rechtwinkelig angeschlossen. Eintrag in die Denkmalliste am 16. Februar 1989.
- Denkmalliste Heinsberg Nr. 97

## Galerie

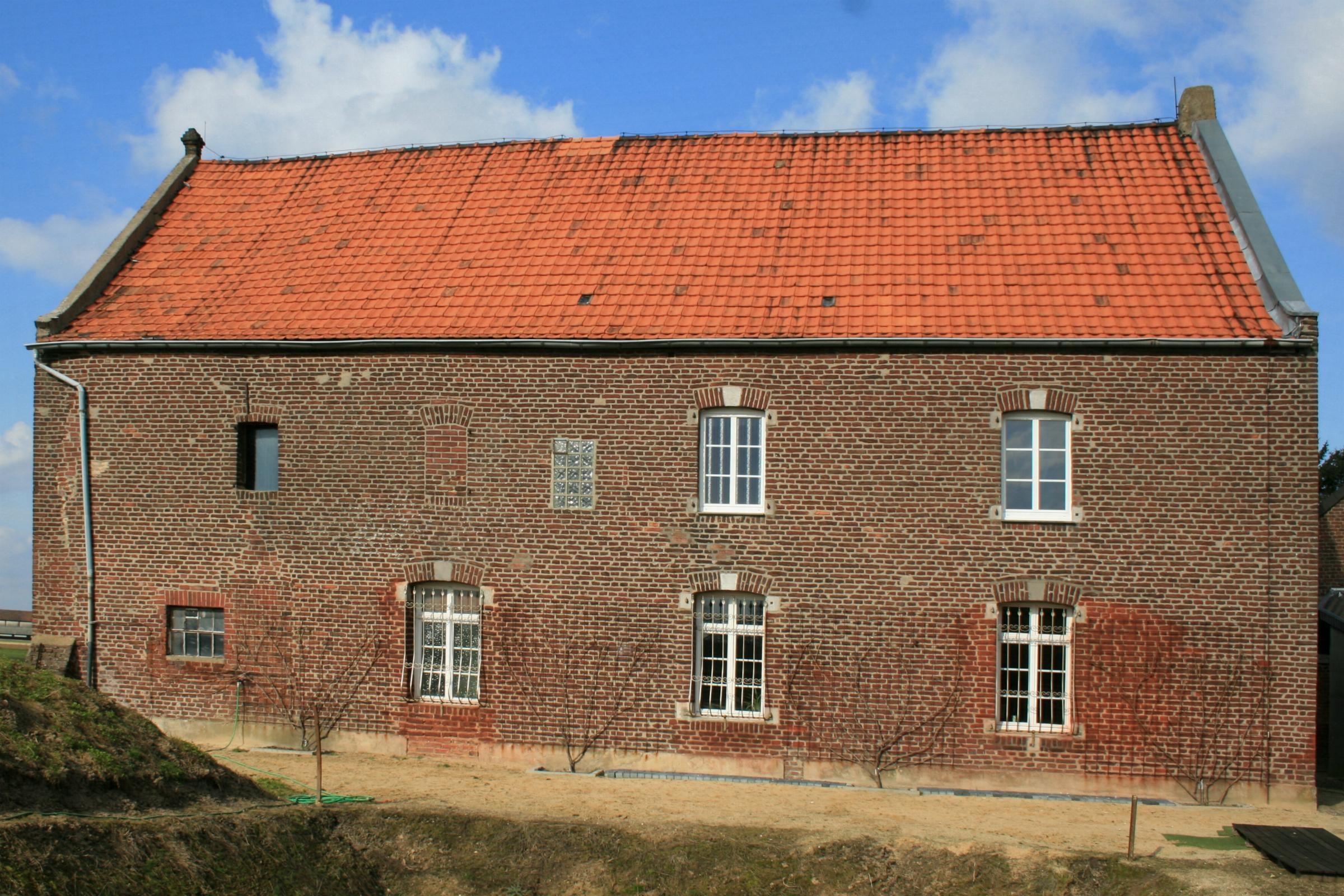
Gartenseite der Kemper Mühle
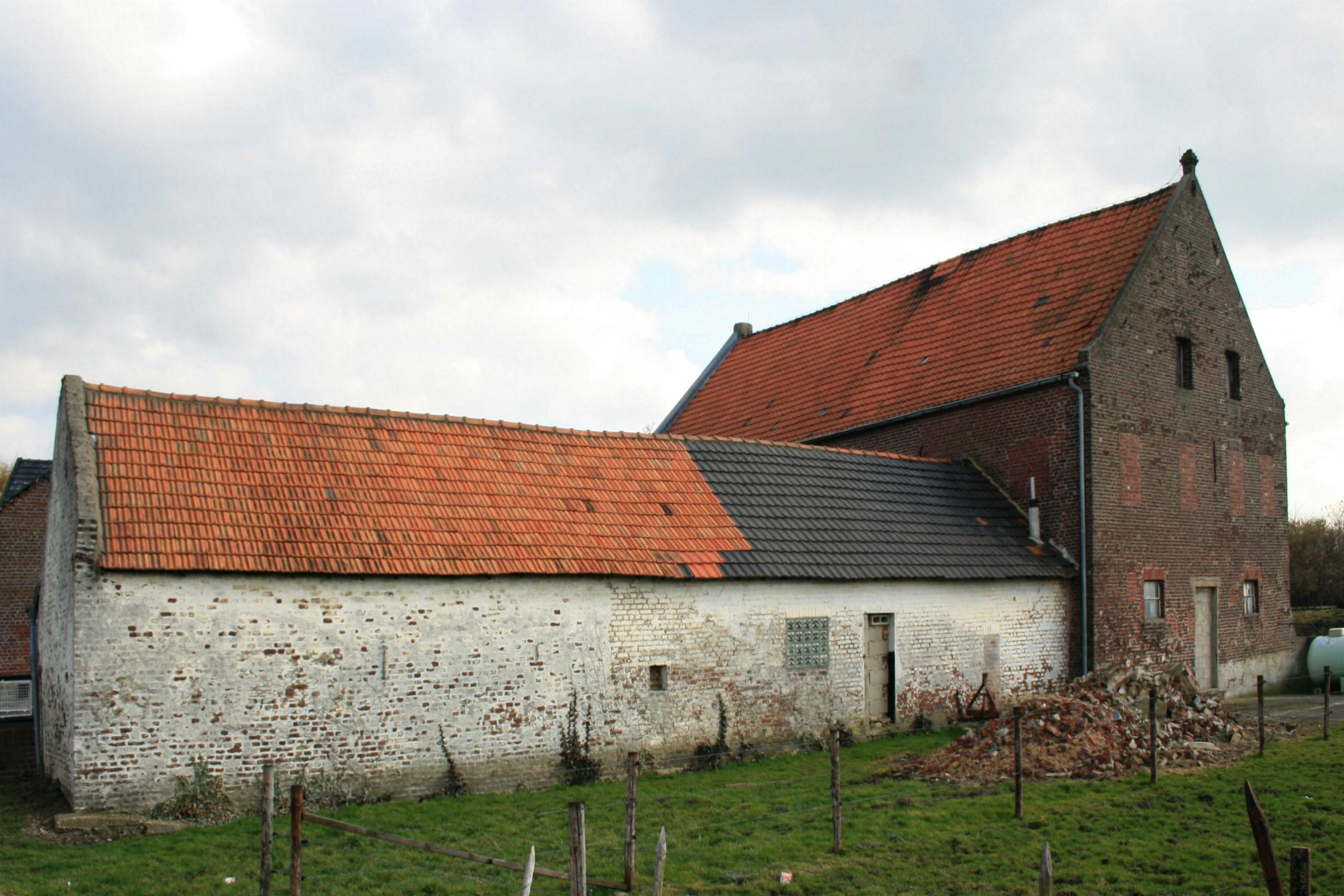
Wirtschaftsteil der Kemper Mühle
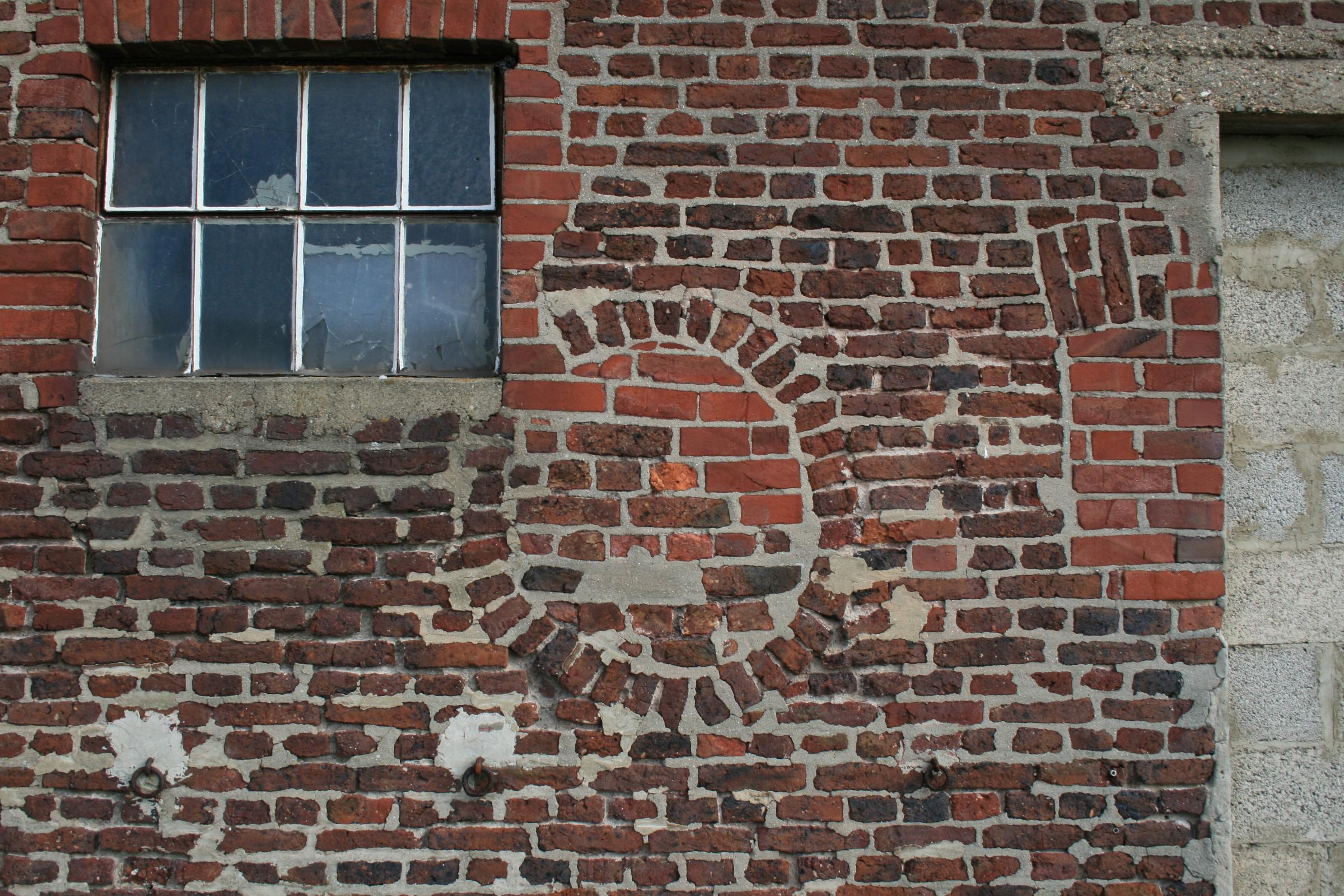
Zugemauertes Achsloch für die Mühlenradwelle
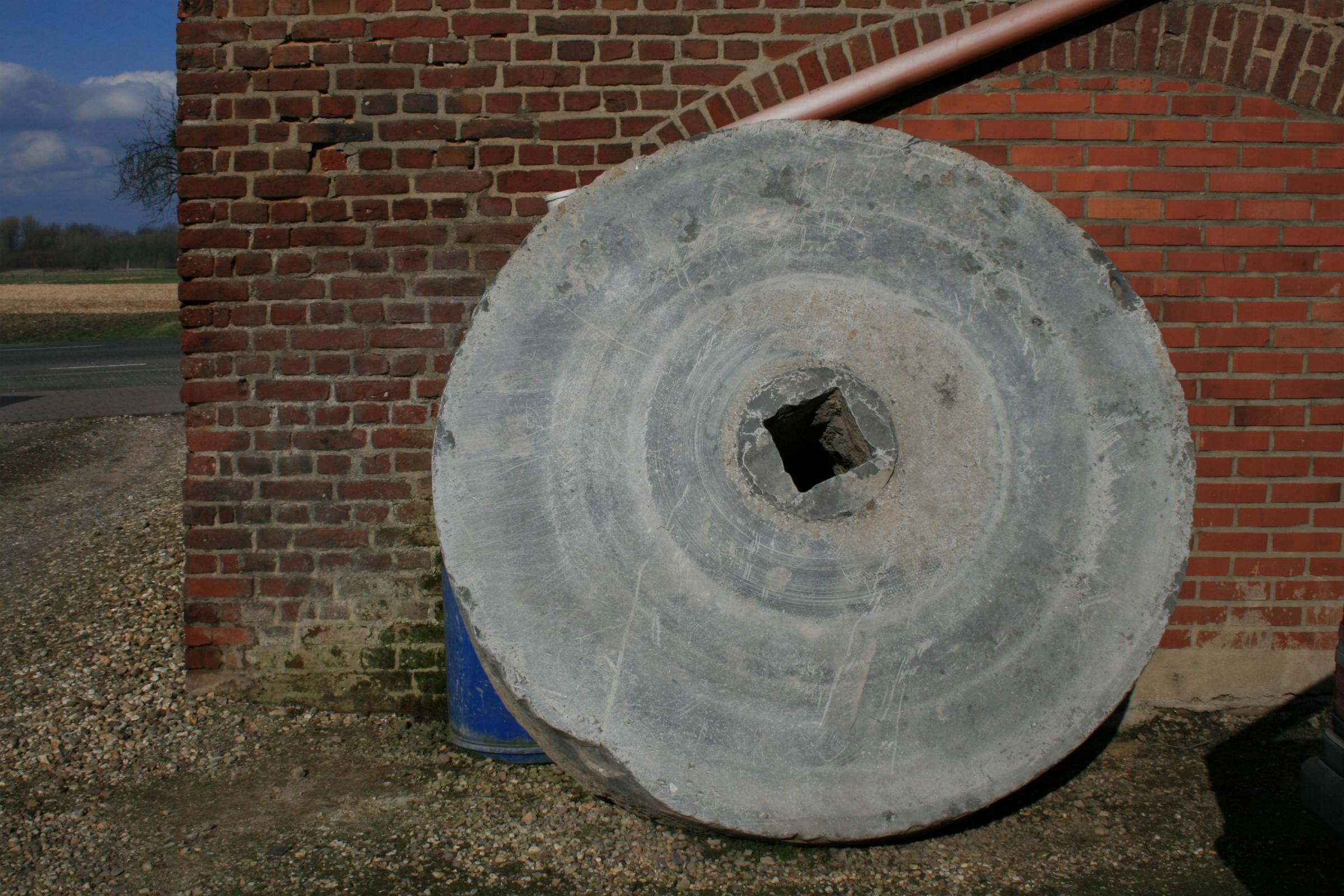
Mühlstein eines Kollergangs an der Kemper Mühle
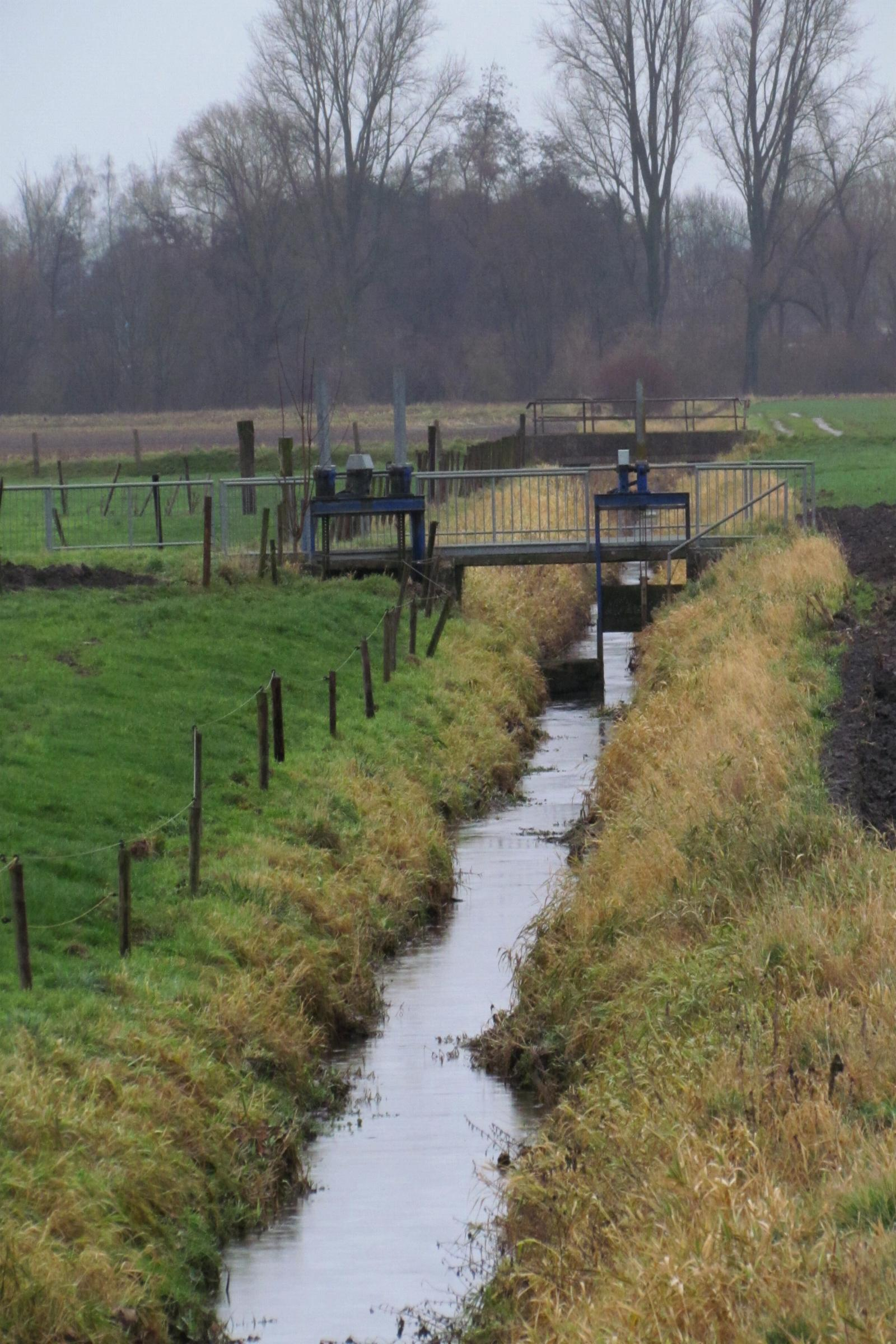
Heutiger Wasserlauf in der Nähe der Kemper Mühle
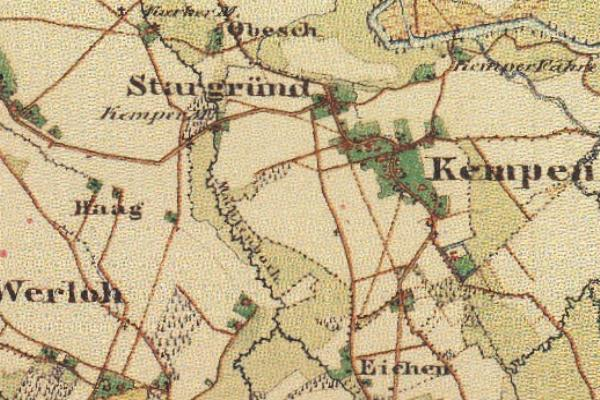
Kemper Mühle am Mühlenbach auf der Uraufnahme von 1843
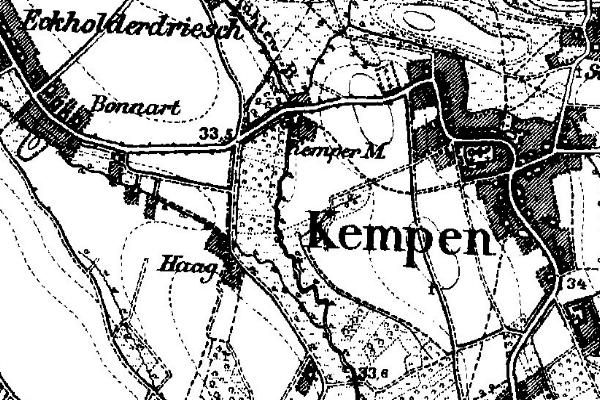
Kemper Mühle am Mühlenbach auf der Neuaufnahme von 1893
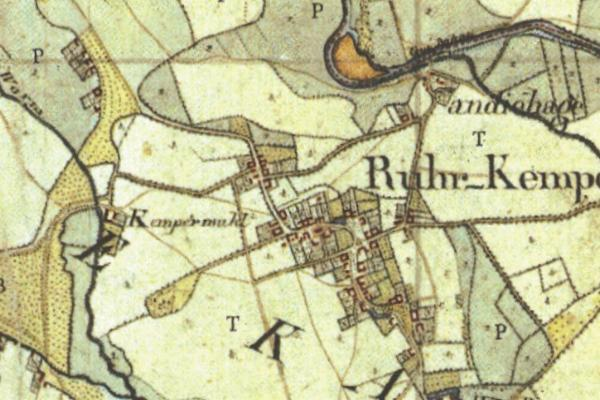
Kemper Mühle auf der Tranchotkarte 1806/1807

→ Siehe auch Liste von Mühlen an der Wurm und ihren Zuflüssen